# A Chelsea FC 2008–2009-es szezonja
A Chelsea FC a 2008–09-es szezonban a Premier League-ben szerepelt. Ez volt a csapat 94. szezonja a versenyszerű labdarúgásban, 17. szezonja a Premier League-ben és a 103. szezonja fennállása óta.

## Fontosabb dátumok
- 2008. május 12. – a Chelsea leigazolta José Bosingwa-t a Porto-tól 16.2 millió fontért.
- 2008. május 24. – Avram Grant elhagyta a Chelsea-t.
- 2008. május 29. – a Chelsea szerződést bontott Henk ten Cate-val.
- 2008. június 11. – a Chelsea kinevezte Luiz Felipe Scolari-t új edzőjének.
- 2008. június 30. – a Chelsea leigazolta Deco-t a Barcelonától 7.9 millió fontért.
- 2008. július 10. – az Aston Villa leigazolta Steve Sidwellt 5 millió fontért.
- 2008. július 21. – Petr Čech új 5 éves szerződést írt alá a klubnál.
- 2008. július 21. – Claude Makélélé ingyen csatlakozott a Paris Saint-Germain-hez.
- 2008. július 22. – Michael Essien 5 évvel meghosszabbította szerződését a klubnál.
- 2008. július 30. – Tal Ben Haim a Manchester City-hez igazolt.
- 2008. augusztus 3. – a Chelsea 5–0-ra legyőzte az AC Milant az Orosz Railways Kupában a harmadik helyért rendezett mérkőzésen.
- 2008. augusztus 7. – a Chelsea ajánlatot tett Robinhoért a Real Madridnak.
- 2008. augusztus 13. – Frank Lampard újabb 5 éves szerződést írt alá a Chelsea-nél.
- 2008. augusztus 14. – a Chelsea kártalanítást kapott Adrian Mutu ügyében.
- 2008. augusztus 15. – a Werder Bremen egy évre kölcsönvette a klubtól Claudio Pizarro-t.
- 2008. augusztus 17. – a Chelsea egy 4–0-s hazai Portsmouth elleni győzelemmel megkezdte a 2008–2009-es Premier League szezont.
- 2008. augusztus 19. – John Terry-t nevezte ki az állandó angol csapatkapitánnyá Fabio Capello szövetségi kapitány.
- 2008. augusztus 21. – Fábio Paím egy szezonra kölcsönbe érkezett a Chelsea-hez a Sporting Lisszabontól.
- 2008. augusztus 25. – Andrij Sevcsenko visszatért az AC Milanba.
- 2008. augusztus 28. – Shaun Wright-Phillips visszatért korábbi klubjába, a Manchester City-be.
- 2008. augusztus 28. – a Chelsea-t az AS Romával, a Bordeaux-val és a CFR Clujjal sorsolták össze a 2008–2009-es Bajnokok Ligája csoportkörére. Petr Čech, John Terry és Frank Lampard pedig megkapta az UEFA Legjobb Kapus, Hátvéd és Középpályás díjakat.
- 2008. augusztus 30. – a Chelsea-t az FA-upa címvédőjével, a Portsmouth-szal sorsolták össze a 2008–2009-es ligakupa harmadik körére.
- 2008. szeptember 12. – Deco kapta a Premier League Hónap Játékosa díjat az augusztusi hónapra.
- 2008. szeptember 13. – a Chelsea 3–1-re győzte le a Manchester City-t a City of Manchester Stadionban a Premier League-ben.
- 2008. szeptember 16. – a Chelsea 4–0-ra győzte le a Bordeaux-t a Stamford Bridge-en a Bajnokok Ligájában.
- 2008. szeptember 21. – a Chelsea 1–1-es döntetlent játszott hazai pályán a Manchester Uniteddel a Premier League-ben.
- 2008. szeptember 24. – Mineiro csatlakozott a klubhoz a szezon hátralevő részére, miután Michael Essien megsérült.
- 2008. szeptember 24. – Már a harmadik kiírást kezdte a csapat 4–0-s győzelemmel, ezúttal a Portsmouth-t győzték le a Ligakupában.
- 2008. október 1. – a Chelsea 0–0-s döntetlent játszott a Stadionul Dr. Constantin Rădulescu-ban a román CFR Cluj ellen a Bajnokok Ligájában, így ez az első mérkőzés a szezonban, amelyiken a csapat nem tudott gólt szerezni.
- 2008. október 19. – a Chelsea 5–0-ra győzte le a Middlesbrough-t a Riverside Stadionban. A gólokat Salomon Kalou, Frank Lampard, Juliano Belletti és Florent Malouda szerezte, valamint egy öngól is született a mérkőzésen. Frank Lampard 380. mérkőzését játszotta a csapatban, így bekerült a 10 legtöbb mérkőzésen játszó játékos közé.
- 2008. október 22. – a Chelsea 1–0-ra győzött az AS Roma ellen a Bajnokok Ligájában John Terry góljával. A csapat így 3 pontos előnnyel vezeti a csoportot a csoportkör felénél.
- 2008. október 26. – a Chelsea 1–0-ra vesztett hazai pályán a Liverpool ellen a bajnokságban. A csapat hazai veretlenségi sorozata így 4 év, 8 hónap és 86 mérkőzés után lezárult.
- 2008. október 27. – John Terry bekerült a FIFPro csapatába már a negyedik egymás utáni évben.
- 2008. november 1. – Frank Lampard megszerezte 100. Premier League-gólját, Petr Čech 100. gól nélküli mérkőzését játszotta, és a csapat megszerezte 1000. Premier League-gólját a Sunderland ellen 5–0-ra megnyert mérkőzésen.
- 2008. november 2. – a Chelsea több játékosmegfigyelőjét is elküldte.
- 2008. november 4. – a Chelsea 3–1-re vesztett a Roma ellen a Olimpiai Stadionban a Bajnokok Ligája csoportkörében. Ez a szezon eddigi legsúlyosabb veresége a Chelsea számára.
- 2008. november 5. – Már negyedik éve Petr Čech nyerte el a Cseh Aranylabdát.
- 2008. november 9. – a Chelsea 2–0-ra győzte le a Blackburn Roverst az Ewood Parkban a bajnokságban. Nicolas Anelka lett a bajnokság legtöbb gólt szerző játékosa 10 góllal. A csapat megtörte az egymás utáni idegenbeli győzelmek rekordját a Premier League-ben, jelenleg 9 mérkőzést nyertek idegenben.
- 2008. november 12. – a Chelsea 1–1-es rendes játékidő és hosszabbítás után 5–4-re vesztett tizenegyesekkel a Burnley ellen a Stamford Bridge-en a Ligakupa 4. körében.
- 2008. november 14. – Frank Lampard nyerte el az októberi Premier League Hónap Játékosa díjat.
- 2008. november 15. – a Chelsea 3–0-ra nyert idegenben a West Bromwich Albion ellen a bajnokságban.

## Mezek
A csapat mezeit a 2008–09-es szezonra az Adidas gyártja, a mezszponzor a Samsung. A hazai mezt április 25-én mutatták be a csapat weboldalán. A mezt először a 2007–08-as szezon legutolsó mérkőzésén, valamint a 2007–08-as Bajnokok Ligája döntőjében viselték. Az előző szezon neonzöld idegen mezét egy teljesen fekete, fehér csíkos mez váltotta. Augusztus 1-jén mutatták be az új harmadik mezt. A mez az 1996–98-as szezonok idegenbeli mezének hasonmása.
| \| \| \| \| \| \| \| \| \| \| \| \| |              |              |
| Hazai mez                           |              |              |
| Team colours                        | Team colours | Team colours |
| Team colours                        |              |              |
| Team colours                        |              |              |

| Team colours | Team colours | Team colours |
| Team colours |              |              |
| Team colours |              |              |

| \| \| \| \| \| \| \| \| \| \| \| \| |              |              |
| Idegenbeli mez                      |              |              |
| Team colours                        | Team colours | Team colours |
| Team colours                        |              |              |
| Team colours                        |              |              |

| Team colours | Team colours | Team colours |
| Team colours |              |              |
| Team colours |              |              |

| \| \| \| \| \| \| \| \| \| \| \| \| |              |              |
| Harmadik mez                        |              |              |
| Team colours                        | Team colours | Team colours |
| Team colours                        |              |              |
| Team colours                        |              |              |

| Team colours | Team colours | Team colours |
| Team colours |              |              |
| Team colours |              |              |

| \| \| \| \| \| \| \| \| \| \| \| \| |              |              |
| Hazai kapusmez                      |              |              |
| Team colours                        | Team colours | Team colours |
| Team colours                        |              |              |
| Team colours                        |              |              |

| Team colours | Team colours | Team colours |
| Team colours |              |              |
| Team colours |              |              |

| \| \| \| \| \| \| \| \| \| \| \| \| |              |              |
| Idegenbeli kapusmez                 |              |              |
| Team colours                        | Team colours | Team colours |
| Team colours                        |              |              |
| Team colours                        |              |              |

| Team colours | Team colours | Team colours |
| Team colours |              |              |
| Team colours |              |              |

## Játékosok

### Jelenlegi keret[2]
2008. október 27. szerint
| #  |                  | Poszt | Név                                      |
| -- | ---------------- | ----- | ---------------------------------------- |
| 1  | cseh             | K     | Petr Čech                                |
| 2  | szerb            | V     | Branislav Ivanović                       |
| 3  | angol            | V     | Ashley Cole                              |
| 5  | Ghána            | KP    | Michael Essien                           |
| 6  | portugál         | V     | Ricardo Carvalho                         |
| 8  | angol            | KP    | Frank Lampard (csapatkapitány-helyettes) |
| 9  | Argentína        | CS    | Franco di Santo                          |
| 10 | angol            | KP    | Joe Cole                                 |
| 11 | Elefántcsontpart | CS    | Didier Drogba                            |
| 12 | Nigéria          | KP    | John Obi Mikel                           |
| 13 | német            | KP    | Michael Ballack                          |
| 15 | francia          | KP    | Florent Malouda                          |
| 16 | angol            | CS    | Scott Sinclair                           |
| 17 | portugál         | V     | José Bosingwa                            |

| #  |                  | Poszt | Név                         |
| -- | ---------------- | ----- | --------------------------- |
| 18 | angol            | V     | Wayne Bridge                |
| 19 | portugál         | V     | Paulo Ferreira              |
| 20 | portugál         | KP    | Deco                        |
| 21 | Elefántcsontpart | CS    | Salomon Kalou               |
| 23 | olasz            | K     | Carlo Cudicini              |
| 26 | angol            | V     | John Terry (csapatkapitány) |
| 27 | brazil           | KP    | Mineiro                     |
| 30 | Wales            | K     | Rhys Taylor                 |
| 33 | brazil           | V     | Alex                        |
| 35 | brazil           | V     | Juliano Belletti            |
| 39 | francia          | CS    | Nicolas Anelka              |
| 40 | portugál         | K     | Henrique Hilário            |
| 41 | angol            | V     | Sam Hutchinson              |
| 43 | szlovák          | CS    | Miroslav Stoch              |

### Tartalék csapat[3]
| # |          | Poszt | Név               |
| - | -------- | ----- | ----------------- |
|   | spanyol  | CS    | Sergio Tejera     |
|   | portugál | KP    | Ricardo Fernandes |
|   | francia  | KP    | Gaël Kakuta       |
|   | angol    | V     | Carl Magnay       |
|   | angol    | KP    | Liam Bridcutt     |
|   | portugál | CS    | Fabio Ferreira    |
|   | portugál | KP    | Fábio Paím        |
|   | angol    | KP    | Michael Woods     |

| # |         | Poszt | Név                 |
| - | ------- | ----- | ------------------- |
|   | angol   | V     | Nana Ofori-Twumasi  |
|   | holland | V     | Jeffrey Bruma       |
|   | holland | V     | Patrick van Aanholt |
|   | angol   | KP    | Jacob Mellis        |
|   | angol   | V     | Ben Gordon          |
|   | angol   | K     | Stuart Searle       |
|   | dán     | CS    | Morten Nielsen      |

### Ificsapat[4]
| # |           | Poszt | Név                |
| - | --------- | ----- | ------------------ |
|   | albán     | K     | Aldi Haxia         |
|   | német     | K     | Niclas Heimann     |
|   | cseh      | K     | Jan Šebek          |
|   | angol     | K     | Sam Walker         |
|   | olasz     | V     | Vincenzo Camilleri |
|   | angol     | V     | Tom Hayden         |
|   | angol     | V     | Billy-Joe King     |
|   | angol     | V     | Jack Saville       |
|   | angol     | V     | Jordan Tabor       |
|   | Srí Lanka | KP    | Nicky Ahmed        |

| # |               | Poszt | Név               |
| - | ------------- | ----- | ----------------- |
|   | ír            | KP    | Conor Clifford    |
|   | Bissau-Guinea | KP    | Aliu Djalo        |
|   | angol         | KP    | Jordan Hibbert    |
|   | olasz         | KP    | Jacopo Sala       |
|   | olasz         | CS    | Fabio Borini      |
|   | angol         | CS    | Franck Nouble     |
|   | angol         | CS    | Adam Phillip      |
|   | angol         | CS    | Danny Philliskirk |
|   | svéd          | CS    | Marco Mitrovic    |

### Bajnokok Ligája keret
2008. szeptember 18. szerint
| #  |                  | Poszt | Név                                      |
| -- | ---------------- | ----- | ---------------------------------------- |
| 1  | cseh             | K     | Petr Čech                                |
| 2  | szerb            | V     | Branislav Ivanović                       |
| 3  | angol            | V     | Ashley Cole                              |
| 5  | Ghána            | KP    | Michael Essien                           |
| 6  | portugál         | V     | Ricardo Carvalho                         |
| 8  | angol            | KP    | Frank Lampard (csapatkapitány-helyettes) |
| 9  | Argentína        | CS    | Franco di Santo                          |
| 10 | angol            | KP    | Joe Cole                                 |
| 11 | Elefántcsontpart | CS    | Didier Drogba                            |
| 12 | Nigéria          | KP    | John Obi Mikel (a B csapatból)           |
| 13 | német            | KP    | Michael Ballack                          |
| 15 | francia          | KP    | Florent Malouda                          |
| 16 | angol            | CS    | Scott Sinclair                           |
| 17 | portugál         | V     | José Bosingwa                            |

| #  |                  | Poszt | Név                               |
| -- | ---------------- | ----- | --------------------------------- |
| 18 | angol            | V     | Wayne Bridge                      |
| 19 | portugál         | V     | Paulo Ferreira                    |
| 20 | portugál         | KP    | Deco                              |
| 21 | Elefántcsontpart | CS    | Salomon Kalou                     |
| 23 | olasz            | K     | Carlo Cudicini                    |
| 26 | angol            | V     | John Terry (csapatkapitány)       |
| 30 | angol            | K     | Rhys Taylor (a B csapatból)       |
| 33 | brazil           | V     | Alex                              |
| 35 | brazil           | V     | Juliano Belletti                  |
| 39 | francia          | CS    | Nicolas Anelka                    |
| 40 | portugál         | K     | Henrique Hilário                  |
| 41 | angol            | V     | Sam Hutchinson (a B csapatból)    |
| 42 | angol            | V     | Michael Mancienne (a B csapatból) |
| 43 | szlovák          | CS    | Miroslav Stoch (a B csapatból)    |

## Átigazolások

### Érkezett
| #  | Poszt | Játékos       | Korábbi csapat     | Ár                  | Dátum                |
| -- | ----- | ------------- | ------------------ | ------------------- | -------------------- |
| 17 | DF    | José Bosingwa | FC Porto           | 16.2 millió font    | 2008. május 12.      |
| 20 | MF    | Deco          | FC Barcelona       | 7.9 millió font     | 2008. június 30.     |
| 47 | FW    | Fábio Paím    | Sporting Lisszabon | Egy évre kölcsönben | 2008. augusztus 21.  |
| 27 | MF    | Mineiro       | Hertha Berlin      | Ingyen              | 2008. szeptember 24. |

### Távozott
| #   | Poszt | Játékos               | Új csapat           | Ár              | Dátum               |
| --- | ----- | --------------------- | ------------------- | --------------- | ------------------- |
| N/A | MF    | Per Weihrauch         | N/A                 | Visszavonult    | 2008. április       |
| N/A | FW    | Phil Younghusband     | –                   | –               | 2008 nyara          |
| N/A | MF    | James Simmonds        | –                   | –               | 2008 nyara          |
| N/A | DF    | Harry Worley          | Leicester City      | Ingyen          | 2008. május 8.      |
| N/A | DF    | Adrian Pettigrew      | –                   | –               | 2008. május 31.     |
| N/A | FW    | Hernán Crespo         | Inter Milan         | Ingyen          | 2008. július 3.     |
| 9   | MF    | Steve Sidwell         | Aston Villa         | 5 millió font   | 2008. július 10.    |
| 4   | MF    | Claude Makélélé       | Paris Saint-Germain | Ingyen          | 2008. július 21.    |
| N/A | DF    | Khalid Boulahrouz     | Stuttgart           | 3.9 millió font | 2008. július 21.    |
| 22  | DF    | Tal Ben Haim          | Manchester City     | ?               | 2008. július 30.    |
| 31  | MF    | Anthony Grant         | Southend United     | Ingyen          | 2008. augusztus 7.  |
| 7   | FW    | Andrij Sevcsenko      | AC Milan            | ?               | 2008. augusztus 25. |
| 24  | MF    | Shaun Wright-Phillips | Manchester City     | 9 millió font   | 2008. augusztus 28. |

### Kölcsönben
| #  | Poszt | Játékos           | Új csapat                | –tól                | –ig                 |
| -- | ----- | ----------------- | ------------------------ | ------------------- | ------------------- |
|    | FW    | Ben Sahar         | Portsmouth               | 2008. július 1.     | 2009. január 1.     |
|    | MF    | Jimmy Smith       | Sheffield Wednesday      | 2008. július 2.     | 2009. január 1.     |
|    | DF    | Ryan Bertrand     | Norwich City             | 2008. július 5.     | 2009. január 1.     |
|    | DF    | Slobodan Rajković | FC Twente                | 2008. július 9.     | 2009. július 1.     |
|    | FW    | Shaun Cummings    | MK Dons                  | 2008. augusztus 4.  | 2008. szeptember 3. |
|    | DF    | Alcides           | Dnyipro Dnyipropetrovszk | 2008. augusztus 8.  | 2009. január 1.     |
| 14 | FW    | Claudio Pizarro   | Werder Bremen            | 2008. augusztus 15. | 2009. június 30.    |
|    | MF    | Lee Sawyer        | Southend United          | 2008. augusztus 18. | 2008. november 18.  |
|    | DF    | Jack Cork         | Southampton              | 2008. augusztus 21. | 2008. november 1.   |

## Kiírások
| Kiírás          | Kezdő kör    | Végső helyezés / kör | Első mérkőzés        | Utolsó mérkőzés    |
| --------------- | ------------ | -------------------- | -------------------- | ------------------ |
| Premier League  | —            |                      | 2008. augusztus 17.  | 2009. május 24.    |
| Bajnokok Ligája | Csoportkör   | Elődöntő             | 2008. szeptember 16. | 2009. május 6.     |
| FA-kupa         | Harmadik kör | Döntő                | 2009. január 3.      | 2009. május 30.    |
| Angol Ligakupa  | Harmadik kör | Negyedik kör         | 2008. szeptember 24. | 2008. november 12. |

## Mérkőzések

### Előszezon
| 2008. július 23. 13:00 | Guangzu Pharmaceutical | 0 - 4                 | Chelsea                                                | Guangdong Olympic Stadion, Guangzhou Játékvezető: Zao Liang |
| 2008. július 23. 13:00 |                        | (0 – 1) (Jegyzőkönyv) | Kalou 20' Lampard 51' di Santo 79' Wright-Phillips 87' | Guangdong Olympic Stadion, Guangzhou Játékvezető: Zao Liang |

| 2008. július 26. 13:00 | Csengdu Blades | 0 - 7                 | Chelsea                                                                           | Estádio Campo Desportivo, Makaó Játékvezető: Tou Lap Meng |
| 2008. július 26. 13:00 |                | (0 – 3) (Jegyzőkönyv) | Anelka 15' Kalou 31' Lampard 38' J. Cole 59' 82' di Santo 65' Wright-Phillips 84' | Estádio Campo Desportivo, Makaó Játékvezető: Tou Lap Meng |

| 2008. július 29. 13:45 | Malajzia válogatott XI | 0 - 2                 | Chelsea                | Shah Alam Stadion, Selangor Játékvezető: Subkhiddin Sallehk |
| 2008. július 29. 13:45 |                        | (0 – 1) (Jegyzőkönyv) | Anelka 26' A. Cole 53' | Shah Alam Stadion, Selangor Játékvezető: Subkhiddin Sallehk |

| 2008. augusztus 1. 18:05 | Lokomotyiv Moszkva | 1 - 1                 | Chelsea    | Lokomotiv Stadion, Moszkva Játékvezető: Massimo Busacca |
| 2008. augusztus 1. 18:05 | Kambolov 84'       | (0 – 1) (Jegyzőkönyv) | Essien 26' | Lokomotiv Stadion, Moszkva Játékvezető: Massimo Busacca |

|                                                        |       | 11-esekkel                                           |  |
| Biljaletgyinov Spahić Glusakov Cociş Mudzsiri Kambolov | 5 – 4 | Lampard Deco Wright-Phillips Essien Bridge Sevcsenko |  |

| 2008. augusztus 3. 11:00 | AC Milan | 0 - 5                 | Chelsea                          | Lokomotiv Stadion, Moszkva Játékvezető: Jurij Baskakov |
| 2008. augusztus 3. 11:00 |          | (0 – 3) (Jegyzőkönyv) | Lampard 3' Anelka 8' 18' 51' 58' | Lokomotiv Stadion, Moszkva Játékvezető: Jurij Baskakov |

### Premier League

#### Bajnoki mérkőzések
| 2008. augusztus 17. 13:30 | Chelsea                                               | 4 – 0         | Portsmouth  | Stamford Bridge, London Nézőszám: 41 468 Játékvezető: Mike Dean |
| 2008. augusztus 17. 13:30 | J. Cole 12' Anelka 26' Lampard 45+1' (11-es) Deco 88' | (Jegyzőkönyv) | James 45+1' | Stamford Bridge, London Nézőszám: 41 468 Játékvezető: Mike Dean |

| 2008. augusztus 24. 13:30 | Wigan Athletic | 0 – 1         | Chelsea                        | JJB Stadion, Wigan Nézőszám: 18 139 Játékvezető: Alan Wiley |
| 2008. augusztus 24. 13:30 | Cattermole 49' | (Jegyzőkönyv) | Deco 4' Terry 14' Carvalho 74' | JJB Stadion, Wigan Nézőszám: 18 139 Játékvezető: Alan Wiley |

| 2008. augusztus 31. 13:30 | Chelsea                                        | 1 – 1         | Tottenham Hotspur | Stamford Bridge, London Nézőszám: 41 790 Játékvezető: Howard Webb |
| 2008. augusztus 31. 13:30 | Deco 10' Belletti 27' J. Cole 45' Bosingwa 86' | (Jegyzőkönyv) | Bent 45'          | Stamford Bridge, London Nézőszám: 41 790 Játékvezető: Howard Webb |

| 2008. szeptember 13. 17:30 | Manchester City | 1 – 3         | Chelsea                                                                      | City of Manchester Stadion, Manchester Nézőszám: 47 331 Játékvezető: Mark Halsey |
| 2008. szeptember 13. 17:30 | Robinho 13'     | (Jegyzőkönyv) | Carvalho 16' Mikel 45' Lampard 53' Anelka 69' Terry 77′ (büntetés eltörölve) | City of Manchester Stadion, Manchester Nézőszám: 47 331 Játékvezető: Mark Halsey |

| 2008. szeptember 21. 14:00 | Chelsea             | 1 – 1         | Manchester United                                                                           | Stamford Bridge, London Nézőszám: 41 760 Játékvezető: Mike Riley |
| 2008. szeptember 21. 14:00 | Mikel 68' Kalou 80' | (Jegyzőkönyv) | Park 18' Scholes 36' Ferdinand 41' Neville 58' Berbatov 60' Rooney 80' Evra 86' Ronaldo 90' | Stamford Bridge, London Nézőszám: 41 760 Játékvezető: Mike Riley |

| 2008. szeptember 27. 15:00 | Stoke City                | 0 – 2         | Chelsea                             | Britannia Stadion, Stoke-on-Trent Nézőszám: 27 500 Játékvezető: Martin Atkinson |
| 2008. szeptember 27. 15:00 | Griffin 55' Cresswell 66' | (Jegyzőkönyv) | Bosingwa 36' Malouda 55' Anelka 76' | Britannia Stadion, Stoke-on-Trent Nézőszám: 27 500 Játékvezető: Martin Atkinson |

| 2008. október 5. 15:00 | Chelsea                | 2 – 0         | Aston Villa                       | Stamford Bridge, London Nézőszám: 41 593 Játékvezető: Chris Foy |
| 2008. október 5. 15:00 | J. Cole 21' Anelka 43' | (Jegyzőkönyv) | Cuéllar 68' Petrov 78' Shorey 85' | Stamford Bridge, London Nézőszám: 41 593 Játékvezető: Chris Foy |

| 2008. október 18. 12:45 | Middlesbrough        | 0 – 5         | Chelsea                                                            | Riverside Stadion, Middlesbrough Nézőszám: 29 221 Játékvezető: Phil Dowd |
| 2008. október 18. 12:45 | O'Neil 25' Alves 77' | (Jegyzőkönyv) | Kalou 14' Belletti 51' Wheater 53' (öngól) Lampard 63' Malouda 67' | Riverside Stadion, Middlesbrough Nézőszám: 29 221 Játékvezető: Phil Dowd |

| 2008. október 26. 13:30 | Chelsea                          | 0 – 1         | Liverpool                                       | Stamford Bridge, London Nézőszám: 41 705 Játékvezető: Howard Webb |
| 2008. október 26. 13:30 | Malouda 53' A. Cole 56' Deco 79' | (Jegyzőkönyv) | Alonso 10' Riera 22' Gerrard 39' Mascherano 65' | Stamford Bridge, London Nézőszám: 41 705 Játékvezető: Howard Webb |

| 2008. október 29. 19:45 | Hull City | 0 – 3         | Chelsea                                                | KC Stadion, Hull Nézőszám: 24 906 Játékvezető: Andre Marriner |
| 2008. október 29. 19:45 |           | (Jegyzőkönyv) | Lampard 3' J. Cole 11' Anelka 50' Deco 59' Malouda 75' | KC Stadion, Hull Nézőszám: 24 906 Játékvezető: Andre Marriner |

| 2008. november 1. 15:00 | Chelsea                                 | 5 – 0         | Sunderland | Stamford Bridge, London Nézőszám: 41 693 Játékvezető: Martin Atkinson |
| 2008. november 1. 15:00 | Alex 27' Anelka 30' 45' 53' Lampard 51' | (Jegyzőkönyv) | Tainio 39' | Stamford Bridge, London Nézőszám: 41 693 Játékvezető: Martin Atkinson |

| 2008. november 9. 13:30 | Blackburn Rovers        | 0 – 2         | Chelsea                    | Ewood Park, Blackburn Nézőszám: 20 670 Játékvezető: Chris Foy |
| 2008. november 9. 13:30 | Warnock 62' Simpson 80' | (Jegyzőkönyv) | Anelka 40' 68' Malouda 85' | Ewood Park, Blackburn Nézőszám: 20 670 Játékvezető: Chris Foy |

| 2008. november 15. 17:30 | West Bromwich Albion | 0 – 3         | Chelsea                                                | The Hawthorns, West Bromwich Nézőszám: 26 322 Játékvezető: Steve Bennett |
| 2008. november 15. 17:30 |                      | (Jegyzőkönyv) | Bosingwa 34' 57' Anelka 38' 45' Terry 51' Ivanović 78' | The Hawthorns, West Bromwich Nézőszám: 26 322 Játékvezető: Steve Bennett |

| 2008. november 22. 15:00 | Chelsea | 0 – 0         | Newcastle United          | Stamford Bridge, London Nézőszám: 41 660 Játékvezető: Phil Dowd |
| 2008. november 22. 15:00 |         | (Jegyzőkönyv) | Gutiérrez 50' Guthrie 86' | Stamford Bridge, London Nézőszám: 41 660 Játékvezető: Phil Dowd |

| 2008. november 30. 16:00 | Chelsea                                    | 1 – 2         | Arsenal            | Stamford Bridge, London Nézőszám: 41 760 Játékvezető: Mike Dean |
| 2008. november 30. 16:00 | Djourou 31' (öngól) Terry 61' Ivanovic 85' | (Jegyzőkönyv) | van Persie 59' 62' | Stamford Bridge, London Nézőszám: 41 760 Játékvezető: Mike Dean |

| 2008. december 6. 15:00 | Bolton Wanderers       | 0 – 2         | Chelsea                        | Reebok Stadion, Horwich Nézőszám: 22 023 Játékvezető: Howard Webb |
| 2008. december 6. 15:00 | Davies 18' O'Brien 65' | (Jegyzőkönyv) | Anelka 9' Deco 21' Ballack 81' | Reebok Stadion, Horwich Nézőszám: 22 023 Játékvezető: Howard Webb |

| 2008. december 14. 16:00 | Chelsea                                      | 1 – 1         | West Ham United           | Stamford Bridge, London Nézőszám: 41 675 Játékvezető: Mike Riley |
| 2008. december 14. 16:00 | Mikel 21' Ballack 33' A. Cole 37' Anelka 51' | (Jegyzőkönyv) | Bellamy 33', 45' Cole 40' | Stamford Bridge, London Nézőszám: 41 675 Játékvezető: Mike Riley |

| 2008. december 22. 20:00 | Everton | 0 – 0         | Chelsea                                       | Goodison Park, Liverpool Nézőszám: 35 655 Játékvezető: Phil Dowd |
| 2008. december 22. 20:00 |         | (Jegyzőkönyv) | Terry 35′ Lampard 43' A. Cole 43' Ballack 68' | Goodison Park, Liverpool Nézőszám: 35 655 Játékvezető: Phil Dowd |

| 2008. december 26. 13:00 | Chelsea                             | 2 – 0         | West Bromwich Albion | Stamford Bridge, London Nézőszám: 41 417 Játékvezető: Rob Styles |
| 2008. december 26. 13:00 | Drogba 3' Lampard 45+1' Ballack 74' | (Jegyzőkönyv) |                      | Stamford Bridge, London Nézőszám: 41 417 Játékvezető: Rob Styles |

| 2008. december 28. 14:00 | Fulham                | 2 – 2         | Chelsea                                    | Craven Cottage, London Nézőszám: 25 462 Játékvezető: Andre Marriner |
| 2008. december 28. 14:00 | Dempsey 10', 89', 90' | (Jegyzőkönyv) | Lampard 50', 72' Drogba 82' Bosingwa 90+1' | Craven Cottage, London Nézőszám: 25 462 Játékvezető: Andre Marriner |

| 2009. január 11. 16:00 | Manchester United                                                   | 3 – 0         | Chelsea                                                     | Old Trafford, Manchester Nézőszám: 74 455 Játékvezető: Howard Webb |
| 2009. január 11. 16:00 | Ronaldo 28' Vidić 45'+2 Rooney 63' Rooney 66' Park 68' Berbatov 87' | (Jegyzőkönyv) | Lampard 4' Bosingwa 27' Carvalho 28' Terry 81' Belletti 87' | Old Trafford, Manchester Nézőszám: 74 455 Játékvezető: Howard Webb |

| 2009. január 17. 15:00 | Chelsea                    | 2 – 1         | Stoke City                                     | Stamford Bridge, London Nézőszám: 41 788 Játékvezető: Peter Walton |
| 2009. január 17. 15:00 | Belletti 88' Lampard 90+3' | (Jegyzőkönyv) | A. M. Faye 15' Delap 60' Kitson 89' Whelan 90' | Stamford Bridge, London Nézőszám: 41 788 Játékvezető: Peter Walton |

| 2009. január 28. 19:45 | Chelsea       | 2 – 0         | Middlesbrough          | Stamford Bridge, London Nézőszám: 40 280 Játékvezető: Lee Probert |
| 2009. január 28. 19:45 | Kalou 58' 81' | (Jegyzőkönyv) | Shawky 10' Riggott 56' | Stamford Bridge, London Nézőszám: 40 280 Játékvezető: Lee Probert |

| 2009. február 1. 16:00 | Liverpool                                              | 2 – 0         | Chelsea                                                        | Anfield, Liverpool Nézőszám: 44 174 Játékvezető: Mike Riley |
| 2009. február 1. 16:00 | Mascherano 21' Alonso 46' Gerrard 70' Torres 89' 90+4' | (Jegyzőkönyv) | A. Cole 22' Mikel 53' Lampard 60′ (büntetés törölve) Terry 61' | Anfield, Liverpool Nézőszám: 44 174 Játékvezető: Mike Riley |

| 2009. február 7. 15:00 | Chelsea   | 0 – 0         | Hull City             | Stamford Bridge, London Nézőszám: 41 802 Játékvezető: Lee Mason |
| 2009. február 7. 15:00 | Mikel 26' | (Jegyzőkönyv) | Ashbee 48' Garcia 80' | Stamford Bridge, London Nézőszám: 41 802 Játékvezető: Lee Mason |

| 2009. február 21. 12:45 | Aston Villa | 0 – 1         | Chelsea                                       | Villa Park, Birmingham Nézőszám: 42 585 Játékvezető: Mark Halsey |
| 2009. február 21. 12:45 | Cuéllar 53' | (Jegyzőkönyv) | Anelka 19' Ballack 84' Bosingwa 84' Terry 90' | Villa Park, Birmingham Nézőszám: 42 585 Játékvezető: Mark Halsey |

| 2009. február 28. 15:00 | Chelsea                                            | 2 – 1         | Wigan Athletic                       | Stamford Bridge, London Nézőszám: 40 714 Játékvezető: Lee Probert |
| 2009. február 28. 15:00 | Alex 10' Terry 19' 25' Mancienne 77' Lampard 90+1' | (Jegyzőkönyv) | N'Zogbia 24' Cattermole 29' Kapo 82' | Stamford Bridge, London Nézőszám: 40 714 Játékvezető: Lee Probert |

| 2009. március 3. 19:45 | Portsmouth | 0 – 1         | Chelsea    | Fratton Park, Portsmouth Nézőszám: 20 326 Játékvezető: Phil Dowd |
| 2009. március 3. 19:45 |            | (Jegyzőkönyv) | Drogba 79' | Fratton Park, Portsmouth Nézőszám: 20 326 Játékvezető: Phil Dowd |

| 2009. március 15. 13:30 | Chelsea    | 1 – 0         | Manchester City     | Stamford Bridge, London Nézőszám: 41 810 Játékvezető: Mike Riley |
| 2009. március 15. 13:30 | Essien 18' | (Jegyzőkönyv) | Elano 29' Evans 75' | Stamford Bridge, London Nézőszám: 41 810 Játékvezető: Mike Riley |

| 2009. március 21. 15:30 | Tottenham Hotspur | 1 – 0         | Chelsea                  | White Hart Lane, London Nézőszám: 36 034 Játékvezető: Mike Dean |
| 2009. március 21. 15:30 | Modrić 50'        | (Jegyzőkönyv) | Belletti 45' Ballack 84' | White Hart Lane, London Nézőszám: 36 034 Játékvezető: Mike Dean |

| 2009. április 4. 15:00 | Newcastle United | 0 – 2         | Chelsea                                         | St James’ Park, Newcastle Nézőszám: 52 112 Játékvezető: Rob Styles |
| 2009. április 4. 15:00 |                  | (Jegyzőkönyv) | Lampard 38' Mikel 45+3' Lampard 56' Malouda 65' | St James’ Park, Newcastle Nézőszám: 52 112 Játékvezető: Rob Styles |

| 2009. április 11. 15:00 | Chelsea                                        | 4 – 3         | Bolton Wanderers                  | Stamford Bridge, London Nézőszám: 41 096 Játékvezető: Peter Walton |
| 2009. április 11. 15:00 | Ballack 40' Drogba 48' 63' Lampard 60' (11-es) | (Jegyzőkönyv) | O'Brien 70' Basham 74' Taylor 78' | Stamford Bridge, London Nézőszám: 41 096 Játékvezető: Peter Walton |

| 2009. április 22. 20:00 | Chelsea | 0 – 0         | Everton     | Stamford Bridge, London Nézőszám: 41 556 Játékvezető: Mark Halsey |
| 2009. április 22. 20:00 |         | (Jegyzőkönyv) | Neville 14' | Stamford Bridge, London Nézőszám: 41 556 Játékvezető: Mark Halsey |

| 2009. április 25. 15:00 | West Ham United | 0 – 1         | Chelsea   | Upton Park, London Nézőszám: 34 749 Játékvezető: Mike Dean |
| 2009. április 25. 15:00 | Stanislas 72'   | (Jegyzőkönyv) | Kalou 55' | Upton Park, London Nézőszám: 34 749 Játékvezető: Mike Dean |

| 2009. május 2. 15:00 | Chelsea                          | 3 – 1         | Fulham                  | Stamford Bridge, London Nézőszám: 41 801 Játékvezető: Alan Wiley |
| 2009. május 2. 15:00 | Anelka 1' Malouda 10' Drogba 53' | (Jegyzőkönyv) | Nevland 4' Murphy 90+1' | Stamford Bridge, London Nézőszám: 41 801 Játékvezető: Alan Wiley |

| 2009. május 10. 16:00 | Arsenal                   | 1 – 4         | Chelsea                                           | Emirates Stadion, London Nézőszám: 60 075 Játékvezető: Phil Dowd |
| 2009. május 10. 16:00 | Fábregas 27' Bendtner 70' | (Jegyzőkönyv) | Alex 28' Anelka 39' Touré 49' (öngól) Malouda 86' | Emirates Stadion, London Nézőszám: 60 075 Játékvezető: Phil Dowd |

| 2009. május 17. 16:00 | Chelsea | 0 – 0 | Blackburn Rovers | Stamford Bridge, London |
| 2009. május 17. 16:00 |         |       |                  | Stamford Bridge, London |

| 2009. május 24. 16:00 | Sunderland | 0 – 0 | Chelsea | Stadium of Light, Sunderland |
| 2009. május 24. 16:00 |            |       |         | Stadium of Light, Sunderland |

### Bajnokok Ligája

#### Csoportkör
| Csapat   | M | Gy | D | V | Lg | Kg | Ga | Pont |
| -------- | - | -- | - | - | -- | -- | -- | ---- |
| Chelsea  | 4 | 2  | 1 | 1 | 6  | 3  | +3 | 7    |
| Roma     | 4 | 2  | 0 | 2 | 7  | 5  | +2 | 6    |
| Bordeaux | 4 | 2  | 0 | 2 | 4  | 8  | –4 | 6    |
| CFR Cluj | 4 | 1  | 1 | 2 | 3  | 4  | –1 | 4    |

### FA-kupa

#### Harmadik kör
| 2009. január 3. 15:00 | Chelsea                            | 1 – 1         | Southend United                    | Stamford Bridge, London Nézőszám: 41 090 Játékvezető: Stuart Attwell |
| 2009. január 3. 15:00 | Kalou 31' Mikel 56' Carvalho 90+4' | (Jegyzőkönyv) | McCormack 51' Grant 89' Clarke 90' | Stamford Bridge, London Nézőszám: 41 090 Játékvezető: Stuart Attwell |

Visszavágó
| 2009. január 14. 20:10 | Southend United | 1 – 4         | Chelsea                                                | Roots Hall, Southend-on-Sea Nézőszám: 11 314 Játékvezető: Chris Foy |
| 2009. január 14. 20:10 | Barrett 16'     | (Jegyzőkönyv) | Mikel 39' Ballack 45' Kalou 60' Anelka 78' Lampard 90' | Roots Hall, Southend-on-Sea Nézőszám: 11 314 Játékvezető: Chris Foy |

#### 4. kör
| 2009. január 24. 15:00 | Chelsea                     | 3 – 1         | Ipswich Town             | Stamford Bridge, London Nézőszám: 41 137 Játékvezető: Alan Wiley |
| 2009. január 24. 15:00 | Ballack 16' 59' Lampard 85' | (Jegyzőkönyv) | Bruce 18' 34' Garvan 59' | Stamford Bridge, London Nézőszám: 41 137 Játékvezető: Alan Wiley |

#### 5. kör
| 2009. február 14. 17:30 | Watford     | 1 – 3         | Chelsea                        | Vicarage Road, Watford Nézőszám: 16 851 Játékvezető: Mike Dean |
| 2009. február 14. 17:30 | Priskin 69' | (Jegyzőkönyv) | A. Cole 18' Anelka 75' 77' 90' | Vicarage Road, Watford Nézőszám: 16 851 Játékvezető: Mike Dean |

#### Negyeddöntő
| 2009. március 7. 12:30 | Coventry City | 0 – 2         | Chelsea             | Ricoh Arena, Coventry Nézőszám: 31 407 Játékvezető: Steve Bennett |
| 2009. március 7. 12:30 | Beuzelin 78'  | (Jegyzőkönyv) | Drogba 15' Alex 72' | Ricoh Arena, Coventry Nézőszám: 31 407 Játékvezető: Steve Bennett |

#### Elődöntő
| 2009. április 18. 17:15 | Arsenal                            | 1 – 2         | Chelsea                                             | Wembley Stadion, London Nézőszám: 88 103 Játékvezető: Martin Atkinson |
| 2009. április 18. 17:15 | Walcott 17' Denílson 73' Touré 88' | (Jegyzőkönyv) | Malouda 33' Ivanović 38' Ballack 44' Drogba 84' 85' | Wembley Stadion, London Nézőszám: 88 103 Játékvezető: Martin Atkinson |

#### Döntő
| 2009. május 30. 15:00 | Chelsea | ' | Everton | Wembley Stadion, London Játékvezető: Howard Webb |
| 2009. május 30. 15:00 |         |   |         | Wembley Stadion, London Játékvezető: Howard Webb |

### Ligakupa

#### Harmadik kör
| 2008. szeptember 24. 19:45 | Portsmouth                 | 0 – 4         | Chelsea                                                  | Fratton Park, Portsmouth Nézőszám: 15 339 Játékvezető: Steve Bennett |
| 2008. szeptember 24. 19:45 | Hreiðarsson 35' Hughes 52' | (Jegyzőkönyv) | Ballack 5' Lampard 36' (11-es) 49' Malouda 45' Kalou 64' | Fratton Park, Portsmouth Nézőszám: 15 339 Játékvezető: Steve Bennett |

#### Negyedik kör
| 2008. november 12. 19:45 | Chelsea               | 1 – 1 (hu)    | Burnley                                                 | Stamford Bridge, London Nézőszám: 41 369 Játékvezető: Keith Stroud |
| 2008. november 12. 19:45 | Drogba 27' Drogba 27' | (Jegyzőkönyv) | Akinbiyi 69' Akinbiyi 70' Eagles 73' Caldwell 58′, 116′ | Stamford Bridge, London Nézőszám: 41 369 Játékvezető: Keith Stroud |

|                                             |       | 11-esekkel                                   |  |
| Lampard Bridge Kalou Ferreira Malouda Mikel | 4 – 5 | Alexander Mahon Eagles McDonald Elliott Duff |  |

## Sikerek

### Egyénileg
| Név            | Mezszám | Nemzet        | Díj                                                                               |
| -------------- | ------- | ------------- | --------------------------------------------------------------------------------- |
| Petr Čech      | 1       | Csehország    | UEFA Év Legjobb Kapusa (2008), Cseh Aranylabda (2008)                             |
| Frank Lampard  | 8       | Anglia        | UEFA Év Legjobb Középpályása (2008), Premier League Hónap Játékosa (2008 október) |
| John Terry     | 26      | Anglia        | UEFA Év Legjobb Hátvéde (2008), FIFPro World XI (2007-08)                         |
| Deco           | 20      | Portugália    | Premier League Hónap Játékosa (2008 augusztus)                                    |
| Nicolas Anelka | 39      | Franciaország | Az első játékos, aki 10 gólt szerzett a 2008–09-es Premier League szezonban       |

## Statisztikák

### Mérkőzések
2008. október 1. szerint
(az összes mérkőzést tartalmazza)

Mérkőzések: 14

Győzelem: 10

Döntetlen: 3

Vereség: 1

Szerzett gólok: 39

Kapott gólok: 4

Legjobb eredmény: 7–0, 2008. július 26. a  Csengdu Blades ellen

Legrosszabb eredmény: 1–1 (4–5 büntetőkkel), 2008. augusztus 1. a  Lokomotyiv Moszkva ellen

Gólkirály:  Nicolas Anelka (10 gól)

Pontok: 33 / 42 (78,5%)